# الحالات النحوية
في اللغويات الحالات النحوية، هي سمة نحوية للأفعال، تستخدم في طريقة الإشارة.: p. 181; وهذا يعني أنها تستخدم في الحالة اللفظية الإلتواءات التي تسمح للمتحدثين بالتعبير عن موقفهم تجاه ما يقولونه. على سبيل المثال، بيان الحقيقة، الرغبة، والقيادة، الخ.
ويستخدم المصطلح أيضًا على نطاق أوسع لوصف التعبير النحوي للطريقة - أي استخدام عبارات الفعل التي لا تنطوي على انعطاف الفعل نفسه.
وتختلف الحالة عن الزمن النحوي أو الجانب النحوي، على الرغم من استخدام أنماط الكلمات نفسها للتعبير عن أكثر من واحد من هذه المعاني في نفس الوقت بالعديد من اللغات بما في ذلك الإنجليزية ومعظم اللغات الهندية الأوروبية الحديثة
وهناك بعض الأمثلة على الحالة النحوية وهي الإرشادية والاستفهامية والحتمية والقضائية والدال على التمني والمحتملة. هذه كلها أشكال محدودة من الفعل ولا تعتبر البدائل والمشتقات من الأشكال المحدودة بل هي من الأشكال الغير محدودة من الفعل ولا تمثل الحالات النحوية.
بعض اللغات الأورالية لديها أكثر من عشرة حالات ونينيتس ما يصل إلى ستة عشر حالة. ويتألف المخزون الأصلي الهندي الأوروبيمن الحالة النحوية من مؤشرات إرشادية وأوامر شرعية واختيارية وضرورية لكن ليس كل لغة هندية أوروبية لديها كل هذه الحالات النحوية، ولكن أغلبها مثل لغة أفيستان واليونان القديمة والسنسكريتية لديهم بعض هذه الحالات.فاللغة الإنجليزية لديها حالات إرشادية وضرورية وأخرى مشروطة وحالات أخرى مثل الحالة الشرطية التي لا تظهر كأشكال مميزة.
وليست كل الحالات النحوية المذكورة أدناه متميزة من الناحية المفاهيمية فقد تختلف المصطلحات الفردية من لغة إلى أخرى وقد تتداخل تغطية الحالة «المشروطة» في إحدى اللغات إلى حد كبير مع الحالة «الافتراضية» أو «المحتملة» في لغة أخرى حتى في حالة وجود نوعين مختلفين من الحالات النحوية في نفس اللغة، فإن استخداماتها الخاصة قد تكون ضبابية، أو قد يتم تعريفها من خلال المعايير النحوية بدلاً من المعايير الدلالية وعلى سبيل المثال، الحالة الشرطية والاختيارية في اللغة اليونانية القديمة فهم يتناوبون بشكل نحوي في العديد من الجمل الثانوية اعتمادًا على زمن الفعل الرئيسي. وفإن استخدام الحالة الإرشادية والشرطية في اللغة العربية الفصحى تكاد تسيطر عليها بالكامل من قبل السياق النحوي والتناوب الوحيد الممكن في نفس السياق هو بين الحالة الإرشادية وحالة الأمر.

## الحالة الواقعية
حالة الواقعية هي فئة من الحالات النحوية التي تشير إلى أن شيئًا ما هو في الواقع هو الحال أو في الواقع ليس كذلك وأكثر الحالات واقعية شيوعًا هي الحالة الإرشادية. وتتمتع بعض اللغات بحالات نحوية عامة مميزة للتعبير عن الحقائق العامة.

### إرشادي
تستخدم الحالة الإرشادية أو الحالة الإثباتية للبيانات الواقعية والمعتقدات الإيجابية وتعرف بأنها حالة نحوية واقعية، أما الحالة الإرشادية هي الحالة الأكثر استخدامًا وهي الحالة النحوية الموجودة بجميع اللغات مثل: بول يأكل تفاحة أو جون يأكل التفاح، ويتم تصنيف جميع الحالات لتي لا تصنفها لغة معينة كحالة أخرى على أنها إرشادية.

## الحالة غير الواقعية
الحالة الغير واقعية هي مجموعة من الحالات النحوية التي تشير إلى أن شيئًا ما ليس في الواقع هو الحال أو أنه حالة أو إجراء معين لا يُعرف أنه حدث وأي حال فعل أو جملة ليس حالة نحوية واقعية وقد تكون جزءًا من عبارات الضرورة أو الاحتمال أو المتطلبات أو الرغبة أو الخوف أو كجزء من التفكير المعاكس.
ويتم استخدام الحالة الغير واقعية عند التحدث عن حدث لم يحدث أو من غير المحتمل أن يحدث أو بعيدًا عن المسار الحقيقي للأحداث وعلى سبيل المثال، في جملة «إذا كنت قد قمت بأداء واجبك لما كنت قد فشلت في الفصل» وهو نموذج عن فعل غير واقعي.
فبعض اللغات لها أشكال فعل نحوية مميزة غير واقعية كا اللغات الهندية الأوروبية على حالة نحوية شرطية ويحافظ البعض أيضًا على الحالة النحوية الإختيارية يصف الأحداث التي تتمنى أو تتمنى لكن ليست واقعية.
وأشكال الحالة الغير واقعية الشائعة هي الحتمية والشرطية والاختيارية والإمكانية.

### الحالة النحوية الشرطية
الحالة النحوية الشرطية التي تسمى أحيانًا الحالة النحوية المُلتصقة ولديها عدة استخدامات في الجمل التابعة وتشمل الأمثلة مناقشة الأحداث والمواقف الخيالية أو الافتراضية والتعبير عن الآراء أو العواطف أو تقديم طلبات مهذبة (النطاق المحدد خاص بلغة معينة). وتوجد الحالة النحوية الشرطية في اللغة الإنجليزية على الرغم من أنه يستخدم في اللغة الإنجليزية أقل بكثير من العديد من اللغات الهندية الأوروبية الأخرى ومثال على الحالة الشرطية هو «أقترح أن يأكل بول تفاحة» وتشير هذه الجملة إلى حدث قد يحدث أو لا يحدث. بالمقارنة مع هذا الفعل الإرشادي للجملة. «بول سيأكل تفاحة» حيث يشير الفعل «سيأكل» إلى حقيقة لا لبس فيها وهناك طريقة أخرى للتعبير عن الاقتراح وهي «أقترح أن يأكل بول تفاحة»
وتستخدم الحالة النحوية الشرطية للتحدث عن حدث يعتمد تحقيقه على حالة أخرى ولكن ليس حصريًا «مثل أود شراء سيارة».
| الإنجليزية | John would eat if he were hungry. |
| الفرنسية   | Jean mangerait s’il eût faim. (note: in modern usage, the imperfect indicative usually replaces the imperfect subjunctive in this type of sentence.) |
| الألمانية  | Johannes äße, wenn er hungrig wäre. |
| الإيطالية  | Giovanni mangerebbe se avesse fame. |
| اللاتفيه   | Jānis ēstu, ja būtu izsalcis. |
| البولندية  | Jan jadłby, gdyby zgłodniał. |
| البرتغالية | João comeria se tivesse fome. |
| الروسية    | Иван поел бы, если бы был голоден. |
| الإسبانية  | Juan comería si tuviera hambre. |
| الدنماركية | John ville spise, hvis han var sulten. |
| السويدية   | Johan skulle äta, om han vore hungrig. |
| الهندية    | जॉन खाता अगर उसे भूख होती। (Also, जॉन खाया होता अगर उसे भूख होती) |

### الحالة النحوية الإختيارية
الحالة النحوية الاختيارية تعبر عن الآمال أو الرغبات أو الأوامر ولها استخدامات أخرى قد تتداخل مع الحالة الشرطية ولها طابع مميز.

### صيغة الأمر
تعبر عن الأوامر والممنوعات والطلبات المباشرة وفي كثير من الحالات قد يبدو استخدام الصيغة حادة أو حتى غير مهذبة لذلك غالبًا ما يتم استخدامها بحذر. مثال: «بات، قم بأداء واجبك الآن». تُستخدم الضرورة لإخبار شخص ما بفعل شيء ما دون جدال.
| 2nd Person | Formality | Immediate | Immediate | Deferred | Deferred |
| 2nd Person | Formality | Singular  | Plural    | Singular | Plural   |
| ---------- | --------- | --------- | --------- | -------- | -------- |
| 2nd Person | Intimate  | -ϕ        | -         | -iyo     | -        |
| 2nd Person | Polite    | -o        | -o        | -nā      | -nā      |
| 2nd Person | Formal    | -iye      | -iye      | -iyegā   | -iyegā   |

| 2nd Person | Formality | Immediate | Immediate | Deferred | Deferred |
| 2nd Person | Formality | Singular  | Plural    | Singular | Plural   |
| ---------- | --------- | --------- | --------- | -------- | -------- |
| 2nd Person | Intimate  | kar       | -         | kariyo   | -        |
| 2nd Person | Polite    | karo      | karo      | karnā    | karnā    |
| 2nd Person | Formal    | kariye    | kariye    | kariyegā | kariyegā |

### الحالة الحتمية
إن العبث على غرار الحتمية، يعبر عن الأوامر والنصائح، ولكن بشكل خاص لشخص ثالث غير موجودوعلى النقيض من ذلك، تنطبق الضرورة عمومًا على المستمع. عندما يقال أن اللغة تحتوي على لغة مضحكة، فإن الأشكال المضطربة تختلف عن الأشكال الحتمية، ولكنها قد تكون هي نفس الأشكال التي تسمى «شرطية» في تلك اللغة وتعد اللاتينية والهندية أمثلة على حيث تكون ببساطة حول استخدامات محددة معينة من الشرط ومع ذلك فإن اللغة العربية هي مثال على لغة ذات اقترانات شرطية وضرورية.

### الحالة المحتملة
الحالة النحوية المحتملة هي حالة نحوية تشير إلى أنه في رأي المتحدث ويعتبر الإجراء أو الحدوث محتملًا، مثال:«الجو غائم ويحتمل أن يهطل المطر» ويتم استخدامه باللغة الفنلندية واليابانية والسنسكريتية حيث يمكن لما يسمى الحالة الاختيارية أن يخدم بشكل جيد مثل الحالة المحتملة وفي اللغة اليابانية غالبًا ما يطلق عليها شيء مثل مؤقت حيث يتم استخدام الإمكانات للإشارة إلى صوت يشير إلى القدرة على أداء الإجراء.
وفي اللغة الفنلندية هي في الغالب أداة أدبية حيث اختفت فعليًا من اللغة المنطوقة اليومية في معظم اللهجات وإلصاقها مثل: هي/ هو، هذا، ربما ستذهب.
وفي اللغة المجرية، يتم تشكيل الإمكانات ويمكنها التعبير عن كل من الاحتمال والإذن مثل: قد يعطي، يمكن أن يعطي"، "هل نستطيع الذهاب؟"
وفي اللغة الإنجليزية يتم تشكيلها عن طريق المساعدين مثل: يمكن، يجب، ويجب أن، يمكنها الذهاب.

### الحالة الافتراضية
تستخدم بعض اللغات الحالة النحوية الإفتراضية وتُستخدم في جمل مثل «يمكن أن تكون قد جرحت نفسك»، مما يمثل شيئًا ربما حدث ولكنه لم يحدث.

### الحالة الاستنتاجية
يتم استخدام الحالة الإستنتاجية للإبلاغ عن الأحداث غير المرصودة دون تأكيدها وفي كثير من الأحيان ليس هناك شك في صحة البيان على سبيل المثال قنوات الأخبار ولكن ببساطة حقيقة أن المتحدث لم يكن حاضرا شخصيا في الحدث يجبرهم على استخدام هذه الحالة.
```
وفي لغات البلقان تعمل نفس الأشكال المستخدمة في الحالة الاستنتاجية كمعجبين عند الإشارة إلى لغات البلقان وغالبًا ما يطلق عليه الحالة الكلوية وعند الإشارة إلى الإستونية يطلق عليه الحالة المائلة.
```

وعادةً ما يكون من المستحيل ترجمة الاستنتاج إلى اللغة الإنجليزية بشكل مميز على سبيل المثال سيتم ترجمة اللغة البلغارية الإرشادية (لعبة otide) واللغة التركية o gitti بنفس طريقة الترجمة التفسيرية той отишъл (لعبة otishal) و o gitmiş - مع الإشارة الإنجليزية التي ذهب إليها. ومع ذلك، فإن استخدام الزوج الأول يشير ضمنيًا بقوة إلى أن المتحدث إما شهد الحدث أو أنه متأكد جدًا من حدوثه. الزوج الثاني يعني إما...

### الحالة الاستفهامية
تستخدم هذه الحالة لطرح الأسئلة ولا تتمتع معظم اللغات بحالة خاصة لطرح الأسئلة لكن الاستثناءات تشمل لغات الويلزية ونينتس والإسكيمو.

### الحالة الوعائية مقابل الحالة المعرفية
يميز اللغويون أيضًا الحالة النحوية إلى فئتين غير واقعيتين وهما: الحالة الوعائية والحالة المعرفية وتصف الحالة الوعائية ما إذا كان يمكن أو يجب أن يكون المرء قادرًا على فعل شيء ما، مثال على الحالة الوعائية هو: يجب / قد تبدأ ومن ناحية أخرى يصف الحالة المعرفية فرصة أو إمكانية حدوث شيء ما وهذا سيغير مثالنا إلى: ربما تكون قد بدأت ولتوضيح الطريقة يقدم اللغويون حالة ضعيفًة تصف الحالة المعرفية وتتضمن الحالة عبارة مثل: ربما.

## الحالات النحوية الأقل شيوعاً في بعض اللغات

### لغة بينجيلابيسي
بينجيلابيزي هي لغة ميكرونيزية يتم التحدث بها في جزيرة بينجيلاب وفي اثنتين من جزر كارولين الشرقية تسمى جزيرة بونبي العالية على الرغم من أنه يبدو قابلاً للتبادل فإن e و ae هما صوتان منفصلان ولهما استخدامات مختلفة وسيختار متحدث بينجيلابيسي استخدام e عندما يكون لديهم درجة عالية من اليقين فيما يقولونه و ae عندما يكونون أقل تأكيدًا وهذا يوضح أن e و ae وهما مؤشران للحالة النحوية وليس لها تأثير على الترجمة المباشرة للجملة ولكن يتم استخدامها لتغيير حالة الجملة المنطوقة ويوضح المثال التالي الفرق بين e و ae عند تطبيقه في نفس الجملة.
```
«سمعت أن جون كان يصطاد (أنا متأكد من ذلك).»
```

وهنا نفس المثال ولكن بالطريقة الأخرى.
```
«سمعت أن جون كان يصطاد (لكنني لست متأكدًا من ذلك)»
```

```
ويمكن أن يشير استخدام ae بدلاً من e إلى جملة استفهام.
```

### لغة ريو رابا
لم يتم إنشاء اللغة التي نعرفها باسم (ريو رابا) من خلال الجمع بين لغتين ولكن من خلال إدخال تاهيتي إلى مجتمع (رابا) أحادي اللغة ولا تزال كلمات (رابا) القديمة مستخدمة لقواعد الجملة وتركيبها ولكن تم استبدال معظم كلمات السياق الشائعة بـ (التاهيتي) تستخدم لغة (ريو رابا)، الحالة والأزمنة وفي هيكل الجمل الخاصة بهم مثل علامة TAM المعيبة / e / وعلامة TAM الحتمية / a/.
مثال: أريد تلك الموز (التي ذكرتها).

### المرتلزية
```
هي لغة أسترالية تتكون من أحد عشر لهجة فوق إحدى عشر جزيرة مرجانية تشكل جزر مورتلوك في ميكرونيزيا ويتم استخدام علامات TAM المختلفة في اللغة وتتضمن علامات الحالة الخفية السابقة (علامة التشجيع أو الحافز) والخطأ kɞ الذي يشير إلى نغمة مهذبة ودقيقة أو قصدير للتأكيد على أهمية شيء ما وكلمة tɞ للإشارة إلى التحذير أو الحذر.
[
7
]
```